# جريدة هارفارد كريمسون
هارفارد كريمسون، صحيفة يومية تصدر من جامعة هارفارد، تأسست في عام 1873, وكانت الصحيفة اليومية الوحيدة في كامبريدج، ماساشوستس،  وكانت تدار بالكامل من قبل الطلبة الجامعيين في كلية هارفارد. وقد حصل الكثير من هؤلاء الخريجين على وظائف مهمة في مجال الصحافة، وفاز بعضهم بجوائز بوليتزر.